# Puffy AmiYumi
Puffy (パフィー; Pafi), o Puffy AmiYumi (パフィー・アミユミ), es un dúo de pop y rock integrado por las cantantes Ami Onuki y Yumi Yoshimura. Es uno de los grupos japoneses con más importancia de su género tanto en el mundo como en Japón.

## Carrera

### Fanáticos
Actualmente Puffy no solo tiene fanáticos en Japón sino que también en otras partes del mundo como Estados Unidos, donde también pasaron una temporada haciendo gira por todo el país, en Europa y América Latina.

### Inicios
Ami Onuki, oriunda de Tokio (18 de septiembre de 1973), y Yumi Yoshimura, nativa de Osaka (30 de enero de 1975), audicionaron separadamente para Sony; Ami ingresó en una audición para cantantes pop, mientras que Yumi en una de actrices y cantantes, los productores descubrieron que sus voces combinaban armoniosamente y decidieron unirlas en un dúo en 1990 al cual bautizaron Puffy, guiadas por el cantante japonés Tamio Okuda y el músico estadounidense Andy Sturmer. Fueron contratadas por dos agencias distintas de talentos y formaron un dueto en 1993, lo que pronto desencadenaría la llamada Puffy-Manía, término que fue usado por la prensa japonesa para referirse al incremento en las ventas en objetos relacionados con el grupo, desde llaveros hasta discos compactos. El fenómeno comenzaría en 1994 y sigue vigente.

### Era AmiYumi
En 1996 publicaron su primer sencillo "Asia no Junshin" (Asia Inocente o Asia Verdadera), rápidamente vendió millones de copias y publicaron numerosos sencillos que no debutarían en CD hasta dos años más tarde ("Kore ga Watashi no Ikiru Michi", "Circuit no Musume", "Nagisa ni Matsuwaru Et Cetera" y "Mother/Nehorina Hahorina"), su primer CD, AmiYumi, fue lanzado también en esta época, El año Siguiente realizaron su primer tour, "Tour!, Puffy!, tour!".

### Era Solosolo
En 1997 Ami y Yumi publican dos sencillos, "Honey" (Ami) y V. A. C. A. T. I. O. N. (Yumi), su segundo disco, Solo Solo, fue lanzado el mismo año, este fue un CD doble con 7 temas por CD, todos solos (un disco de Ami y otro de Yumi).

### Era Jet
La Puffy-Manía alcanzó su máximo esplendor en 1998, cuando lanzaron el álbum Jet-CD y se embarcaron en el Jet-Tour. Jet-CD (O simplemente Jet). En este CD aparecieron muchas canciones ya publicadas anteriormente como sencillos, entre las más recordadas están Kore ga watashi no ikiru Michi y Nagisa ni matsuwaru etc. Antes de su estreno fue lanzado el sencillo Ai no Shirushi. Este mismo año debutan en un programa de televisión llamado Pa-Pa-Pa-Pa-Puffy, que apareció en horario estelar, en este programa aparecieron numerosas celebridades nacionales como extranjeras, entre ellas, Ayumi Hamasaki, Lenny Kravitz, Harrison Ford, Sylvester Stallone y Garbage.
Su estilo de vestimenta era sencillo: jeans, zapatillas, camisetasas con mangas cortas y peinados iguales, un look que las hacía parecer hermanas gemelas.
Muñecas conmemorativas del Jet-Tour fueron lanzadas bajo la línea de muñecas japonesas Jenny Friend (similares a Barbie), estas tenían un alto valor (eran solo para coleccionistas) y se vendían juntas.

### Era Fever * Fever
Fever*Fever fue lanzado en 1999. Es un CD de 15 temas; aquí, Ami y Yumi comenzaron a componer las letras de sus canciones, este es el CD más original y variado, el look Puffy cambia levemente, buscando peinados más extravagantes y usando overoles de vez en cuando.
Nuevamente fueron lanzadas muñecas de Jenny Friend, contenía 4 Sencillos: "Tararan", "Puffy De Rumba", "Nichiyoubi no Musume" y "Yume no Tame ni".

### Era Spike
Puffy decide hacerse conocer en occidente; debido a problemas legales cambiaron su nombre a Puffy AmiYumi. Spike fue lanzado el año 2000, primero en Japón y luego en Estados Unidos y Canadá; el CD en sí es el mismo pero poseen diferente carátula. La PUFFY-Manía se había desatado en occidente, sus sencillos eran "Umi Eto" y "Boogie Woogie No 5".

### Era The Hit parade
El estilo de Puffy se pulió, ahora utilizaban ropas más elaboradas y se empezó a mostrar la preferencia de Yumi por las ropas más oscuras (debido a la depresión que tenía por haberse divorciado de T.M). The Hit Parade, lanzado el año 2002, es un CD que recopila 10 temas japoneses de los años 70 y 80. Sus sencillos eran "Hurricane" y "Aoi Namida".

### Era An Illustrated History
Puffy AmiYumi sacó su nuevo CD en Estados Unidos. "An Illustrated History" recopila sus mejores éxitos, lo que les ayudó a hacerse más conocidas en Occidente; ese mismo año cancelaron su programa Pa-Pa-Pa-Pa-Puffy y concentraron toda su atención en su promoción en América.

### Era Nice
El CD fue lanzado en Japón el año 2003 y fue levemente modificado para su versión estadounidense, pues se le incluyeron nuevos temas y se eliminaron algunos, así como que debutaron algunas canciones en inglés, entre ellos el opening de la serie Teen Titans, una serie de Cartoon Network que fue creada por Glen Murakami. El tema fue creado por Sturmer y Guitar Wolf (el guitarrista) interpretó el solo de guitarra. Puffy AmiYumi se embarcó en un tour por Japón, Estados Unidos y Canadá. Destaca el tema Invisible Tomorrow, una gran muestra del tremendo line up de músicos que las acompañaba en ese entonces, así como el poder vocal de Onuki y Yoshimura. Otro sencillo de este álbum fue Atarashii Hibi, lanzado 2 años antes.

### Era 59 y Hi Hi Puffy AmiYumi
59 es un corto CD de 8 canciones publicado en Japón y Estados Unidos en el año 2004, este CD incluía las versiones en inglés y japonés de Teen Titans, la secuencia de apertura de la serie de animación japonesa SD Gundam Force (Sunrise) y seis temas inéditos, entre ellos, So Long Zero, la primera versión en inglés de Invisible Tomorrow.
La banda se había masificado por todo Estados Unidos y se lanzó un nuevo producto de la banda, Hi Hi Puffy AmiYumi, una serie animada creada por Sam Register y producida por Renegade Animation en conjunto con Cartoon Network, la serie narra las aventuras de Ami, Yumi y su representante Kaz. Las personalidades de Ami y Yumi fueron extremadamente exageradas y sus apariencias cambiadas radicalmente. El mayor atractivo de esta serie fue que la banda sonora fue compuesta por el dúo nipón.
La Puffy-Manía en occidente estalló. Toda clase de productos basados en ambas, Puffy AmiYumi reales y animadas se convirtieron en los productos más vendidos. Un CD de éxitos a modo de banda sonora se lanzó en toda América y Europa, Hi Hi Puffy AmiYumi: Music from the Series (el cual contenía el sencillo Hi Hi) fue un éxito de ventas. Esta serie ayudó a que AmiYumi se promoviera por todo el mundo.
El año siguiente, Hi Hi estrenó una nueva temporada. El éxito de la serie hizo que PUFFY se convirtieran en las invitadas favoritas de la televisión; incluso participaron en el desfile del Día de Acción de Gracias.

### Era Splurge y décimo aniversario
El año 2006 Pufy AmiYumi publicó un nuevo CD, Splurge. Como es costumbre, la versión estadounidense difiere de la original, ya que esta incluye dos remixes y dos temas en inglés. En cambio, la versión japonesa tiene dos temas en japonés y un cover de Basket Case, el éxito de Green Day. Esta era es bastante importante, pues Puffy AmiYumi cumple su décimo aniversario, el tour "Splurge Splurge Splurge" recorre todo Japón y Estados Unidos. Acá se puede apreciar que Ami y Yumi cambian mucho en su vestimenta, ya que ellas llevan peinados exagerados y vestimentas muy elaboradas. Entre los sencillos están Nice Buddy/Hajimari no Uta, Mogura-like y Tokyo I'm on My Way.
Debido a bajas en el Rating y a problemas legales, la serie Hi Hi Puffy AmiYumi fue cancelada.
TV Ashi lanza una miniserie de acción real llamada Hi Hi PUFFY Bu.
El 16 de enero de 2006, Onuki y Yoshimura fueron nombradas "Embajadoras de la buena voluntad" ante los Estados Unidos para incentivar el turismo hacia Japón como parte de la campaña gubernamental Visit Japan. Kyodo, Yomiuri Shimbun.
Un DVD y un libro especial fueron publicados, Puffy - Ayumi 10 th Anniversary Book y TOUR! PUFFY! TOUR! 10! FINAL! AT HIBIYA YAGAI DAIONGAKUDO! La página oficial de Puffy AmiYumi en japonés organiza una encuesta, sus fanes pudieron votar para seleccionar las mejores canciones de PUFFY, las seleccionadas aparecieron en una nueva compilación llamada Hit&Fun, junto con un tema inédito llamado "Oto Memorial" en Día de San Valentín del año 2007.

### Era Honeycreeper
En octubre del 2007, Puffy lanza al mercado el disco Honeycreeper, que ha tenido moderado éxito. Honeycreeper vendrá junto con temas como "Boom Boom beat", "Oriental Diamond", "Kuchibiru Motion" y "Closet full of love". No hay que olvidar que también contiene ¨Oriental Diamond¨ ¨Kimi To Autobike¨ y ¨Sayonara Summer¨ temas sumamente memorables y de alta calidad, como todo lo que venían publicando hasta la fecha.

### Era Puffy AmiYumi X Puffy
En la Historia Puffy, este era el segundo disco de versiones; junto a The Hit Parade, su única diferencia era que las canciones no eran recién grabadas, sino que eran versiones que ya Puffy había hecho en toda su historia desde 1996 hasta el presente. La única canción recién hecha era Nichiyoubi Yori no Shisha de la Banda The High-Lows, interpretado en el Countdown Japan 08/09. Otras Canciones más recientes son "Tokyo Hanabi", "Ningen wa Mou Owarida!", Furontia no Piaonia ("Frontier no Pioneer") de Tamio Okuda y Not Listening de Snuff. Al CD lo acompañaban 3 Bonus Tracks, Hi Hi ~Spanish TV Mix~, Hi Hi ~Portuguese TV Mix~, Happy Birthday to You <DearΟΟΟver.>

### Era Bring It!
Bring It! es el undécimo álbum de este grupo, que logró un récord en la Lista Oricon en el puesto No.8 en su 1.er Dia y Debutó en el No.17 3 días después. Uno de sus temas más recientes es Hiyori Hime (usado como apertura para Genji Monogatari Sennenki), sin embargo el sencillo más reciente, aunque fuera del álbum, es "Dareka Ga", que sirvió como apertura de la última película de Naruto Shippuden. Bring It! fue muy esperado tanto por sus fanes a nivel mundial como por las mismas Puffy AmiYumi. Este álbum está disponible en Francia bajo la discográfica Wasabi Records y en Japón bajo Ki/oon Records.

## Inspiración musical
Su música ha sido en su mayor parte un trabajo cooperativo entre el productor Tamio Okuda, el cantante y compositor estadounidense Andy Sturmer de la banda Jellyfish, músicos de estudio y las propias Ami y Yumi. Las voces de ambas se parecen a las del grupo estadounidense The Roches. Ellas usualmente cantan juntas con armonías y sonidos que parecen compartir de artistas como The Beatles, ABBA, The Who y Carpenters. Su género es usualmente definido como J-Rock/J-Pop (mejor especificado como Shibuya-kei), aunque las mismas Ami y Yumi señalan que su música es difícil de poner en un género específico debido a que posee distintas influencias.

## Discografía (en Japón)

### Álbumes de estudio
- 1.AmiYumi (1996)
- 2.Solo Solo (大貫亜美吉村由美名義) (1997)- Un set de dos discos compactos, cada uno contiene canciones interpretadas por cada miembro y lanzado con el nombre de cada una de ellas.
- 3.Jet CD (1998)
- 4.Fever*Fever (1999)
- 5.Spike (2000).
- 6.The Hit Parade (2002)- Covers de canciones pop japonesas de los años 70 y 80.
- 7.Nice (2003)
- 8.59 (2004)
- 9.Splurge (2006)
- 10.Honeycreeper (2007)
- 11.Bring It! (2009).
- 12.Thank You!  (2011)

### CD de remixes
- 1.PRMX (1999)
- 2.PRMX Turbo (2003)

### Álbumes especiales
- 1.Marching Puffy (2003)

### Compilaciones (En Japón)
- 1.Do You Puffy? Box Of Tops, EP (1999)- Set de Canciones de 1996 hasta 1999 de este dúo J-Pop, pero versión LP. Viene en una Caja, que Contenía una Camisa, un Folleto, un Tocadiscos y 8 LP.
- 2.The very best of Puffy ~ AmiYumi Jet fever (2000)
- 3.Hi Hi Puffy AmiYumi: Music From the Series (Japan Ver.) (2005)
- 4.Hit&Fun (2007).
- 5.PUFFY AMIYUMI x PUFFY (2009)- Compilación de Versiones desde 1996 hasta el Presente.

### Sencillos
- 1.Asia no Junshin (アジアの純真) (1996). #3
- 2.Kore ga Watashi no Ikiru Michi (これが私の生きる道) (1996). #1
- 3.Circuit no Musume (サーキットの娘) (1997). #1
- 4.Nagisa no Matsuwaru Et Cetera (渚にまつわるエトセトラ) (1997). #1
- 5.Honey (1997). #10
- 6.V.A.C.A.T.I.O.N (1997). #7
- 7.Mother/Nehorina Hahorina (ネホリーナハホリーナ) (1997). #5
- 8.Ai no Shirushi (愛のしるし) (1998). #3
- 9.Tararan (たららん) (1998). #4
- 10.Puffy de Rumba (パフィーdeルンバ) (1998). #14
- 11.Nichiyoubi no Musume (日曜日の娘) (1999). #15
- 12.Yume no Tame ni (夢のために) (1999). #12
- 13.Umi Eto (海へと) (2000). #15
- 14.Boogie Woogie No.5 (ブギウギNo.5) (2000). #22
- 15.Atarashii Hibi (あたらしい日々) (2001). #28
- 16.Aoi Namida (青い涙) (2001).#32
- 17.Hurricane (ハリケーン) (2002). #36
- 18.Akai Buranko (赤いブランコ)／Planet Tokyo (2002). #45
- 19.Sunrise (2004). #24
- 20.Nice Buddy/Hajimari no Uta (はじまりのうた/ナイスバディ) (2005). #33
- 21.Hi Hi (2005). #107
- 22.Mogura-Like (モグラライク) (2006). #35
- 23.Tokyo I'm On My Way (2006). #58
- 24.Hazumu Rizumu (ハズムリズム) (2006). #15
- 25.Hataraku Otoko (働く男) (2006). #41
- 26.Boom Boom Beat/Oh Edo! Nagareboshi IV (お江戸流れ星Ⅳ) (2007). #47
- 27.Oriental Diamond/Kuchibiru Motion (オリエンタル・ダイヤモンド／くちびるモーション) (2007). #55
- 28.All Because Of You (2008). #34
- 29.My Story (マイストーリー) (2008). #44
- 30.Hiyori Hime (日和姫) (2009). #38
- 31.Dareka Ga (誰かが) (2009). #30
- 32.R.G.W. 2010). #30
- 33.Happy Birthday (ハッピーバースデイ) (2011)
- 33.Tomodachi no wao 2012).

### Colaboraciones
Son más de 90 Discos con la aparición de Puffy, así como hay 11 Soundtrack en Programas (aparte de Hi Hi Puffy AmiYumi), aquí unas cuantos discos con la aparición de Puffy:
- 1.Momoe Tribute: Thank You For... (2004).
- 2.Magokoro Covers.
- 3.Meiji Chelsea no Uta.
- 4.Jewel Songs: Seiko Matsuda Tribute & Covers (2006).
- 5.Judy & Mary: 15th Anniversary (2009).
- 6.Unicorn Tributes (2007).
- 7.Okuda Tamio Covers (2007).
- 8.Yowavinalaaaafincha? -A Tribute To Snuff- (2008).
- 9.We Love Cindy (2008).
- 10.The Body Acoustic: Cindy Lauper (2005).
- 11.MOTHER: HANACO X PUFFY (1999).
- 12.Harada Kinenbi 99: Hit'n Runners Stars (2000).
- 13.I Love Guitar Wolf So Much!/Single E.P (2004).
- 14.I Love Guitar Wolf So Much! U.S.A/Single E.P (2005), y 86 más!

## Discografía en inglés
- 1.Spike (2001)
- 2.Nice (2003, versión muy diferente a la versión japonesa, algunos de sus 13 temas no están en el Nice nipón, además incluye DVD, con el tour del 2002)
- 3.Splurge (2006, algunas canciones de este CD no se encuentran en el Splurge nipón, viene autografiada)

### Compilaciones en inglés
- 1.An Illustrated History (2002, canciones desde AmiYumi hasta Spike en inglés e incluía el sencillo Atarashii Hibi, incluye DVD con el Video "Boogie Woogie No 5").
- 2.Hi Hi Puffy AmiYumi: Music From the Series (2004, el CD de la serie de Cartoon Network).

## Tours
- TOUR! PUFFY! TOUR! (1997).
- JET 98’ (1998).
- FEVER * FEVER TOUR (1999).
- SPIKE DAISAKUSEN TOUR (2000).
- An Illustrated History Tour “Rolling Debut Revue CANADA USA TOUR” (2002).
- Hi Hi Puffy AmiYumi Rock Show! *** Go West! *** Go East! Live @ San Francisco! (2005).
- SPLURGE! SPLURGE! SPLURGE! (2006)
- TOUR! PUFFY! TOUR! 10 FINAL AT HIBIYA YAGAI DAIONGAKUDO (2006)
- HITS & FANS (2007).
- HONEYSWEEPER (2007).
- ALL BECAUSE OF LIVE (2008).
- Bring It! Tour (2009).
- PUFFY JAPAN TOUR (2010).
- TIME FOR ACTION (2011).

## Mercancía

### DVD Y VHS
- RUN! PUFFY! RUN!, VHS (1996), DVD (2000).
- TOUR! PUFFY! TOUR!, VHS (1997), DVD (2000).
- JET DVD, VHS (1998), DVD (2000).
- JET TOUR 98', VHS (1998), DVD (2000).
- JET EXTRA, VHS (1998), DVD (2000).
- Fever * Fever Video, VHS (1999), DVD (2000).
- CLIPS (2000).
- Spike Daisakusen (2000).
- Rolling Debut Revue USA Canada Tour (2000).
- FUNCLUB FUNCLIPS (2005).
- TOUR! PUFFY! TOUR! 10 FINAL! At Hibiya Yagai Daiongakudo (2006).

### Libros
- RUN! PUFFY! RUN! (1996 - 7).
- PUFFY (1997).
- BOON! PUFFY! BOON! (1997).
- Pa-Pa-Pa-Pa Puffy Vol. 1. (1998)
- Pa-Pa-Pa-Pa Puffy Vol. 2. (1998)
- Pa-Pa-Pa-Pa Puffy Vol. 3. (1998)
- PUFFY Daikichi (Excellent Luck) (1999).
- Pa-Pa-Pa-Pa-Puffy Vol 4. (1998-9).
- Sore wa Nanika to Tazunetara (2000).
- Smile (2002).
- Hi Hi Puffy English(2006).
- PUFFY - Ayumi 10th Anniversary Book (2006).
- Tsuki Ichi, Foto Calendario (2008).

### Videojuegos
- Puffy: P.S I love You (1999)
- Hi Hi Puffy AmiYumi: Kaznapped (2005)
- Hi Hi Puffy AmiYumi: The Genie & The Amp (2006)
- Hi Hi Puffy AmiYumi II (GameCube) (2006)

## Televisión y películas
- Saku Saku Morning Call (1997 - 2000)
- Pa-Pa-Pa-Pa-Puffy (1997 - 2002)
- Copycat Killers (Mouhou-Han) (2002)
- Hi Hi Puffy AmiYumi (2004 - 2006)
- Hi Hi PUFFY Club (2006)
- オープンシーズン アフレコ (Voces) (2006).
- Neighbor No 13 (Rinjin-No 13) (Yumi Yoshimura) (2004)
- Suzuki Shoko: Life, Music & Love (2005) (Yumi Yoshimura)
- Walking The Dog (Yumi Yoshimura)
- Heaven Door (2008-9) (Yumi Yoshimura)
- Love Death (2006-7) (Yumi Yoshimura)
- Chibi Maruko-chan Aparición en un especial de Navidad (2018)

### Openings y canciones en Programas y Videojuegos
- Teen Titans.
- Hataraki Man.
- Oh Edo! Rocket.
- SD Gundam Force.
- Tokyo Pig.
- Water boys.
- Brujitas.
- Wasabi.
- Rayman Raving Rabbids.
- Genji Monogatari Senneneki 2.
- Scooby Doo.
- Pokémon: Lucario y el misterio de Mew.
- Gossip Girls.
- Naruto Shippuden: Inheritors The Will of Fire Still Burns.
- Usagi Drop.
- ReLIFE.